# Jules Guesde
Jules Bazile noto come Jules Guesde (Parigi, 11 novembre 1845 – Saint-Mandé, 28 luglio 1922) è stato un politico e giornalista francese.
Per mezzo del suo giornale L'Egalité (1877-1883), si impegnò per la diffusione in Francia delle idee marxiste. Nel 1882 fondò con Paul Lafargue il Partito Operaio che prenderà il nome di Partito Operaio Francese.

## Primi passi nel giornalismo militante
Figlio di François Bazile, un professore di scuola privata, Jules Bazile, dopo aver condotto studi classici ed essersi diplomato nel 1863, prese servizio presso la Prefettura di Parigi come addetto alla direzione della Stampa. Collaborò prestissimo a giornali repubblicani, mettendosi in luce per le audaci posizioni di opposizione al regime imperiale; è in questa occasione che scelse come pseudonimo il cognome della madre Eléonore Guesde.
Questi anni sono quelli di una formazione politica progressivamente sempre più spostata a sinistra. A un giornalista del Matin che nel 1893 lo intervistava sul suo itinerario politico, rispose che era diventato repubblicano sotto l'impero leggendo di nascosto Les Châtiments di Victor Hugo, ateo leggendo la Critica della Ragion Pura di Kant e infine socialista grazie alla Comune di Parigi.
Si trasferì in seguito per lavoro prima a Tolosa (1868) e poi a Montpellier (1869-71); è da qui che critica l'entrata in guerra della Francia nel 1870.
Difende le idee repubblicane sui giornali Le Progrès libéral di Tolosa e La Liberté e Les Droits de l'Homme di Montpellier. Dopo la caduta di Napoleone III, sostiene la nuova Repubblica e soprattutto l'insurrezione della Comune. Fu condannato alla prigione per i suoi violenti articoli e, per sfuggire alla prigione, andò in esilio per qualche mese. Si rifugiò prima in Svizzera e poi in Italia, a Milano, dove visse dando lezioni di francese. È allora che entra in contatto con i militanti della Prima internazionale (Associazione internazionale dei lavoratori), fondata nel 1864. Inizialmente Guesde fu ostile a Karl Marx, poi gli si avvicinò progressivamente: non tutte le idee di Marx lo convincevano, ma ne approvava caldamente il concetto di presa del potere da parte del proletariato.

## Leader del partito «collettivista»

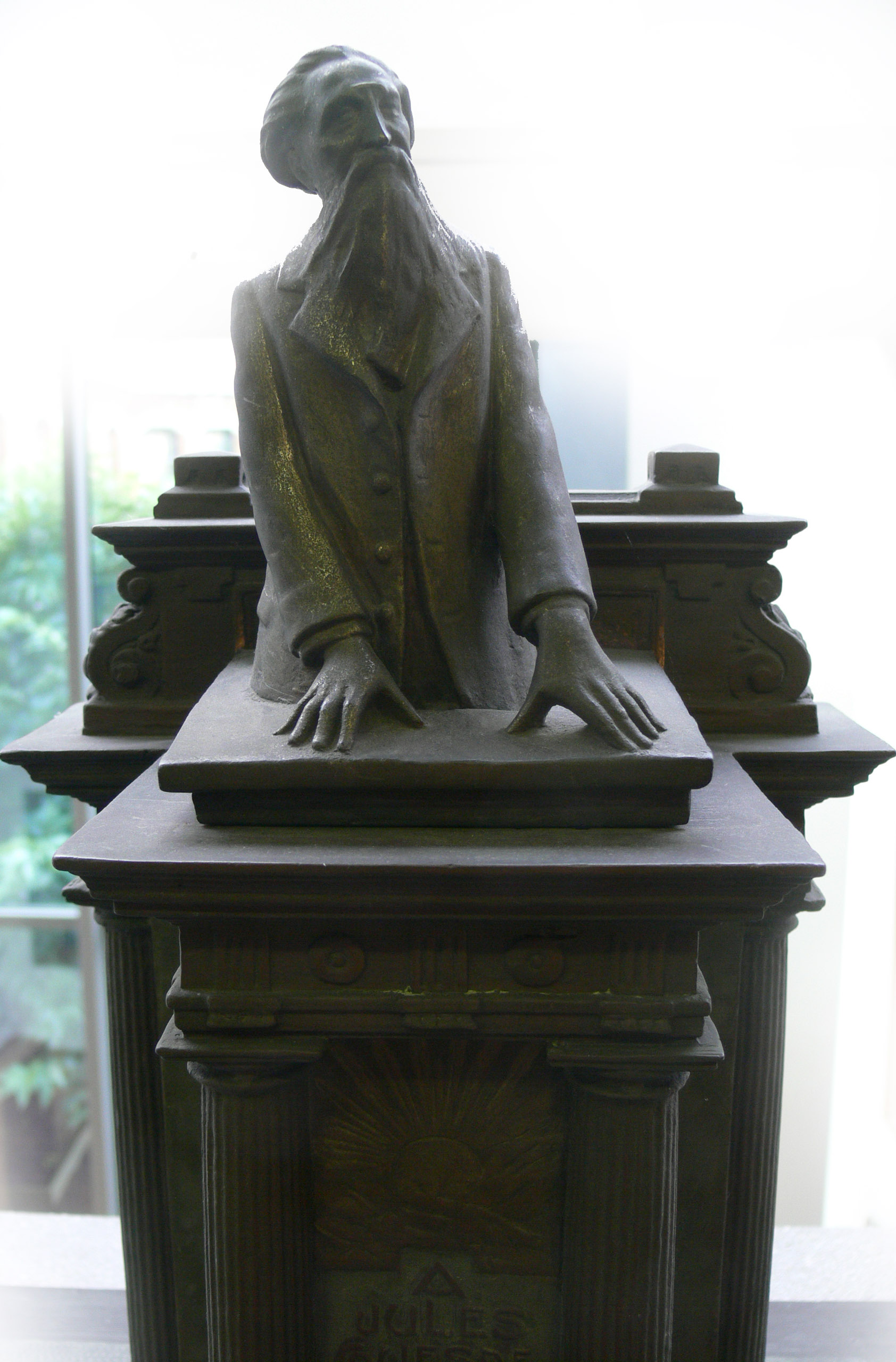
Modello del monumento a Jules Guesde, a Roubaix, di Georgette-Auguste Sembat (1867-1922); rame, legno, piombo (galvanoplastica), Già nei fondi della città di Roubaix, ora a "La Piscine"-Musée d'Art et d'Industrie (Roubaix)

Ritornato in Francia nel 1876, Guesde puntò su due obiettivi: prima di tutto ricostruire il movimento operaio decapitato dopo la repressione della Comune di Parigi, e in secondo luogo convincere l'élite della classe operaia francese del fondamento delle dottrine del socialismo scientifico prodotte dal pensiero marxista.

A tal fine, lanciò con Paul Lafargue il giornale L'Égalité (che apparirà, con qualche interruzione, tra il 1877 e il 1883), che diffuse in Francia delle idee che, accanto al marxismo, manifestavano influenze del pensiero democratico francese, da Blanqui a Rousseau. In effetti, Engels ironizzò così in una lettera ad un amico: 
Il gruppo «collettivista» diretto da Guesde riuscì ad ottenere la maggioranza al Congresso operaio di Marsiglia del 1879, preludio alla fondazione, nel 1882 del Partito Operaio. Il PO assunse in seguito (1893) il nome di Patito operaio francese, per evitare le calunnie della propaganda nazionalista: tuttavia il POF restò fino ala fine fedele alla propria visione internazionalista
Sorsero presto divergenze tra i dirigenti, riguardo alle condizioni per la presa del potere e le relazioni del partito con la giovane Repubblica. Per i «possibilisti», guidati da Paul Brousse e Jean Allemane, conveniva fare, al più presto, le «riforme possibili», piuttosto che attendere una rivoluzione la cui realizzazione appariva poco probabile.
In quell'epoca Guesde incarnava la linea dura del movimento operaio, contraria ad ogni compromesso con le «forze borghesi». Nel corso di questa fase fondativa della sinistra francese, egli incarnò l'archetipo del militante povero, incorruttibile, in perenne viaggio per tutta la Francia per diffondere il socialismo rivoluzionario.
Guesde pubblica libri, opuscoli e articoli; guida, nonostante la sua salute cagionevole, centinaia di manifestazioni socialiste. Si rivela anche un buon organizzatore: struttura con rigore il partito secondo una logica piramidale di grande efficacia, in cui ogni livello è animato da militanti, spesso di origine operaia, totalmente devoti, se non sottomessi, alla celebre «disciplina guesdista», che stupisce simpatizzanti e avversari per il suo rigore. D'altra parte il Partito Operaio è internazionalista e intrattiene stretti legami con i partiti operai stranieri, soprattutto con il Partito Socialdemocratico di Germania.
Il Partito Operaio conosce rapidi successi. Conta appena 2.000 membri nel 1889, cresce in forza (20.000 militanti nel 1902) e conquista molti grandi Comuni, soprattutto Roubaix, che resta il santuario del movimento (la «Roma del Socialismo») fino al 1914.
Il PO raggiunse il suo punto elettorale più alto alle elezioni legislative del 1893.
Molto popolare nella Francia settentrionale, sostenuto dagli operai tessili e dalla grande industria, il PO ebbe un'influenza meno forte e meno duratura nel Midi rosso (il Mezzogiorno francese). Guesde entrò nella Camera dei deputati per la prima volta nel 1893 per la circoscrizione di Roubaix; fu poi battuto nel 1898 e nel 1902 e rieletto nel 1906: da allora conservò il suo seggio fino alla morte nel 1922.

## L'unificazione dei socialisti francesi
- I due metodi

Sotto l'impulso di Guesde, il PO fu uno dei promotori, in Francia, della giornata del Primo Maggio a partire dal 1887, la quale mirava ad ottenere per gli operai delle conquiste precise e immediate, come la riduzione della giornata di lavoro.
Nel 1900 si oppose a Jean Jaurès in merito alla partecipazione di Alexandre Millerand al ministero «borghese» di Waldeck-Rousseau.
Il nucleo di quel dibattito porterà alla pubblicazione di un opuscolo dal titolo Les deux méthodes (I due metodi).
Nel 1902 il Partito Operaio Francese di fuse con il Partito Socialista Rivoluzionario di Édouard Vaillant (di tradizione blanquista) per formare il Partito Socialista di Francia. Guesde pretese che tale unificazione si basasse sulla condanna di ogni tattica «partecipazionista»; tale posizione fu confermata nel 1904, nel corso del Congresso operaio di Amsterdam.
- La SFIO

Ciononostante la corrente riformista di Jean Jaurès, detta «socialista indipendente», guadagna inesorabilmente terreno in Francia. Nel 1905 il Partito Socialista di Francia di Guesde e il Partito Socialista Francese di Jaurès si fusero per formare la Sezione Francese dell'Internazionale Operaia (SFIO).
La fusione del partito di Guesde nella SFIO era legato al rifiuto, sancito dalla nuova organizzazione, del «partecipazionismo». Tuttavia, nonostante questo successo tattico, il declino della corrente guidata da Guesde divenne rapidamente evidente. Se i «guesdisti» portano nella SFIO la loro capacità militante, le loro pubblicazioni e il loro apparato dottrinario, essi conoscono un declino inesorabile accentuato senza dubbio dallo stato di salute di Guesde, sempre più precario, che gli impedisce di svolgere un ruolo decisivo.
La sua corrente fu isolata soprattutto nelle questioni internazionali ma più ancora verso i sindacati. L'adozione (nel congresso della CGT del 1906) della Carta di Amiens, che affermava il principio dell'indipendenza nei confronti delle organizzazioni politiche, fu possibile grazie alla messa in minoranza (da parte sia dei riformisti che dei rivoluzionari) dei guesdisti. Con quel congresso si sancì la rottura definitiva della CGT con la Federazione Sindacale Internazionale.
L'iniziativa di Guesde ebbe però ancora alcuni momenti di grande notorietà, come nel marzo 1910 quando, in perfetto accordo con la CGT, fu il solo deputato della SFIO a votare contro la legge delle pensioni per operai e contadini che egli definì un «furto legislativo» che si aggiungeva al «furto padronale» (a causa del prelievo operato da società finanziarie sui salari). Era la stessa posizione sostenuta da Paul Lafargue al congresso della SFIO nel 1910.

Denunciò 
Egli si oppose alla Massoneria, che considerava una «alleata della borghesia» e «nociva alla classe operaia», come disse nel congresso socialista di Limoges del 1906. Tuttavia, numerosi massoni aderivano al POF, al punto che sembrava ne costituissero un'importante corrente.

## La Grande Guerra e l'ingresso nel governo
- La guerra per la Rivoluzione

Tre giorni dopo l'assassinio di Jean Jaurès, che stava cercando di organizzare uno sciopero generale per la pace in Francia e in Germania, Guesde votò, con piena consapevolezza, l'«Union sacrée» (sacra Unione) di tutti i partiti in difesa della Patria. Si richiamava al manifesto del POF, del 1893, nel quale si affermava che i socialisti combattono per la pace, ma non a qualsiasi costo: 
 e 

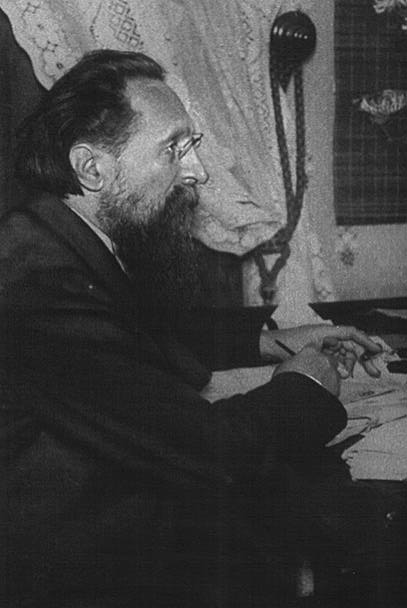
Jules Guesde all'inizio della guerra

Guesde fu ministro di Stato tra il 1914 e il 1916 (Ministeri Viviani e Briand). Adottò posizioni patriottiche come quelle dei giacobini ai loro tempi: 

Jules Guesde pensava infatti che la guerra avrebbe prodotto una rivoluzione sociale in Francia come sotto la Rivoluzione francese e sarebbe stata così il punto di partenza di una rivoluzione internazionale. E nel novembre 1915 scriveva 
A tale prezzo, ci furono in effetti rivoluzioni in varie parti del mondo, soprattutto in Russia (Rivoluzione di Febbraio e d'Ottobre 1917) e in Germania (Rivolta spartachista del 1919).
Guesde si oppose, in Consiglio dei ministri, all'arresto dei «disfattisti», richiesto dalle autorità civili e militari.
- La vecchia casa

Dopo l'armistizio, al Congresso di Tours della SFIO, scelse «la vecchia casa» (la SFIO), seguendo Léon Blum e Jean Longuet, contro la maggioranza che creò la Sezione Francese dell'Internazionale Comunista, che divenne il Partito Comunista Francese. Tuttavia le sue ultime riflessioni politiche lo avvicinarono alla rivoluzione bolscevica 
allora ancora incerta in Russia, benché fosse in disaccordo con la Rivoluzione d'ottobre, contrariamente a quella di Febbraio. Egli diceva allora: 
Da tempo malato, Guesde morì a Saint-Mandé il 28 luglio 1922. Le sue ceneri riposano nel cimitero di Père-Lachaise.

## Al centro della storia della sinistra francese

### L'eredità
Jule Guesde ha lasciato tracce profonde in tutte le componenti attuali della Gauche francese. Oltre che un personaggio storico importantissimo, egli è anche un punto di sfaldatura molto forte tra i partiti comunisti e socialisti dei giorni nostri.
Ancora oggi, infatti, il rapporto tra un partito rivoluzionario e il sistema parlamentare è ancora al centro della riflessione teorica della nostra epoca. Questa difficoltà, mal risolta, è stata causa dell'indebolimento e delle scissioni del POF e una delle spiegazioni del suo declino.
L'opinione pubblica e i militanti socialisti hanno progressivamente sposato le scelte strategiche dei cd. «Indipendenti» come Millerand e soprattutto di Jaurès che appariva alla vigilia del conflitto mondiale, il leader assoluto dei socialisti francesi. Alla convinzione di una crisi definitiva del capitalismo, rapidamente seguita dalla rivoluzione socialista, si era sostituita poco a poco la fede nella vittoria parlamentare definitiva.

### «I problemi borghesi sono dei borghesi»
Guesde restò fino al 1914 su posizioni di rigida non-conciliazione con la borghesia.

Un esempio delle sue visioni si ha nell'atteggiamento nel corso della vicenda dell'Affaire Dreyfus. Certamente egli credeva che il capitano Dreyfus fosse innocente, e lo affermava pubblicamente, tuttavia non volle associarsi attivamente alle campagne "dreyfusarde". Disse nel novembre 1900: 

Aggiunse in seguito 
 e concluse che 
 A causa dell'Affaire si ruppe il buon rapporto di fiducia tra Guesde e Paul Lafargue, il quale voleva effettivamente impegnarvisi: 
Atteggiamento simile Guesde conserverà allo scoppio dello scandalo di Panama

### Militante e diffusore del pensiero di Marx?
Sul piano teorico, benché «marxista», il movimento guesdista non ha mai definito la propria politica su una base teorica o filosofica, ma su un piano concreto. 
I discorsi di Guesde, come la maggior parte dei suoi articoli, sono pochissimo influenzati dalle teorie di Marx, tranne che in parole d'ordine che sembrano più slogan che effetti di una riflessione profonda, argomentata e serrata, rispettosa dei metodi del socialismo scientifico.
Intellettuali socialisti di primo piano, come Lucien Herr o Charles Adler, rifiutavano le sue semplificazioni incapaci di condurre ad apporti teorici più produttivi, al di fuori della speranza quasi messianica, incarnata dal capo del POF, della prossima uscita dei proletari dalla «galera capitalista».
N. McInnes riteneva che Guesde non avesse compreso il marxismo e che la sua «commistione» con il Blanquismo «favoriva l'incomprensione» del marxismo. Sottolinea d'altra parte che «Guesde non si è mai fatto passare per un teorico marxista».